# Liga2 2024 (Perú)
La Liga2 de Fútbol Profesional del Perú 2024, conocida como Liga2 2024, fue la edición número 72 de la Segunda División del Perú, la decimonovena desde que se descentraliza en 2006 y la sexta bajo la denominación de Liga2.
Esta edición fue administrada por una comisión transitoria en la que participaron 18 clubes, bajo la supervisión de la Federación Peruana de Fútbol.
El torneo otorgó 2 cupos de ascenso para la Liga1 2025, y 4 equipos descendieron a la Liga3 2025.

## Sistema

### Fase Regional
Conociéndose los lineamientos o generalidades que regirán a la Liga2 2024, el torneo se juega por zonas según la distribución geográfica de los equipos. Cada grupo tiene a nueve equipos, los cuales están divididos en Zona Norte y Zona Sur, donde jugarán todos contra todos en dos ruedas (ida y vuelta) en un total de 18 fechas, esta clasificación se hizo con la intención de que los gastos logísticos se reduzcan para los clubes, quienes tendrán que asumir con la totalidad de estos egresos. 
Zona Norte:
| Club                  | Localización | Departamento |
| --------------------- | ------------ | ------------ |
| ADA Jaén              | Jaén         | Cajamarca    |
| Alianza Universidad   | Huánuco      | Huánuco      |
| Carlos Stein          | Chiclayo     | Lambayeque   |
| Deportivo Llacuabamba | Huamachuco   | La Libertad  |
| FC San Marcos         | Huaraz       | Áncash       |
| Juan Aurich           | Chiclayo     | Lambayeque   |
| Juan Pablo II         | Chongoyape   | Lambayeque   |
| Pirata FC             | Chongoyape   | Lambayeque   |
| Unión Huaral          | Huaral       | Lima         |

Zona Sur:
| Club                      | Localización | Departamento |
| ------------------------- | ------------ | ------------ |
| Academia Cantolao         | Callao       | Callao       |
| Ayacucho FC               | Ayacucho     | Ayacucho     |
| Comerciantes FC           | Iquitos      | Loreto       |
| Deportivo Binacional      | Juliaca      | Puno         |
| Deportivo Coopsol         | Chancay      | Lima         |
| Deportivo Municipal       | Lima         | Lima         |
| Universidad de San Martín | Lima         | Lima         |
| UCV Moquegua              | Moquegua     | Moquegua     |
| Santos FC                 | Nazca        | Ica          |

### Fase de grupos
Los seis primeros de la Zona Norte y de la Zona Sur pasarán a la siguiente fase, la Fase de grupos, conformándose el Grupo "A" con el 1°, 3° y 5° de la Zona Norte más el 2°, 4° y 6° de la Zona Sur. Por otro lado, el Grupo "B" será conformado por el 1°, 3° y 5° de la Zona Sur más el 2°, 4° y 6° de la Zona Norte.
Para el inicio de estos grupos, los primeros de la Zona Norte y Sur iniciarán con 2 puntos adicionales, mientras que los segundos lo harán con 1 punto adicional.

### Playoffsde ascenso
Se definirán al campeón y el subcampeón que ascenderán. Se dividirá en tres fases:
Fase 1: 
- Se enfrentan a partido único, siendo locales los equipos que ocuparon el 2° lugar de cada grupo:
  - Llave 1: 2° del Grupo B vs. 3° del Grupo A
  - Llave 2: 2° del Grupo A vs. 3° del Grupo B
- Los ganadores de dichas llaves clasificarán a semifinales.

 Semifinales: 
- Se enfrentan en partidos de ida y vuelta, siendo local en el partido de ida el club proveniente de la Fase 1 en cada caso:
  - A: 1° Grupo A vs. ganador Llave 1
  - B: 1° Grupo B vs. ganador Llave 2
- Los ganadores de dichas llaves clasificarán a la final.

 Final: 
- Se enfrentarán a partido único en una sede neutral:
  - Ganador A vs. Ganador B
- Ambos finalistas ascenderán a la Liga1 2025.

En todos los casos, en caso de empate en el global de goles, el ganador será definido por medio de los penales

### Descenso a Liga3
En un principio, para la designación del club que descendería a la Liga3 2025, se consideraría el Grupo Descenso, el cual estaría conformado por los 3 últimos equipos de la Zona Norte y Sur. Sin embargo, según el reglamento, tras el descenso administrativo de más de un (1) club (Juan Aurich y Unión Huaral), no se jugaría el Grupo de Descenso y no habría descenso deportivo.
Posteriormente, esta decisión fue modificada. De manera similar a la enmienda del reglamento de la Liga1 2024 en relación con el límite de jugadores inscritos por equipo, las autoridades pertinentes revisaron y ajustaron el reglamento, estableciendo que sí se jugará el Grupo de Descenso y sí habrá descenso deportivo.

## Ascensos y descensos
Un total de 18 equipos disputan la liga, incluyendo once equipos de la temporada anterior, cuatro ascendidos de Copa Perú y tres descendidos de Liga1 Perú.
| Pos. | Descendidos de la Liga1 2023 |
| ---- | ---------------------------- |
| 17.° | Binacional                   |
| 18.º | Deportivo Municipal          |
| 19.° | Academia Cantolao            |

| Pos. | Ascendidos de la Liga2 2023 |
| ---- | --------------------------- |
| 1.°  | Comerciantes Unidos         |
| PO.  | Los Chankas                 |

| Pos. | Descendido de la Liga2 2023 |
| ---- | --------------------------- |
| Des. | Alfonso Ugarte              |

| Pos. | Ascendidos de la Copa Perú 2023 |
| ---- | ------------------------------- |
| Cam  | ADA                             |
| Sub  | FC San Marcos                   |
| SF.  | Juan Pablo II College           |
| SF.  | UCV Moquegua                    |

## Geolocalización
| Equipos por departamentos | Equipos por departamentos | Equipos por departamentos                                                     | Equipos por departamentos |
| Departamento              | N.º                       | Equipos                                                                       | Mapa |
| ------------------------- | ------------------------- | ----------------------------------------------------------------------------- | --- |
| Lambayeque                | 4                         | Carlos Stein, Juan Aurich, Juan Pablo II College y Pirata FC                  | Coopsol Unión Huaral Llacuabamba Carlos Stein · Juan Aurich Alianza Universidad Santos Ayacucho Dep. Municipal · U. San Martín Comerciantes FC Cantolao Binacional ADA UCV Moquegua Juan Pablo II · Pirata San Marcos Localización de los equipos de la segunda división de 2024 · Zona Norte; Zona Sur. |
| Lima                      | 4                         | Deportivo Coopsol, Deportivo Municipal, Unión Huaral y Universidad San Martín | Coopsol Unión Huaral Llacuabamba Carlos Stein · Juan Aurich Alianza Universidad Santos Ayacucho Dep. Municipal · U. San Martín Comerciantes FC Cantolao Binacional ADA UCV Moquegua Juan Pablo II · Pirata San Marcos Localización de los equipos de la segunda división de 2024 · Zona Norte; Zona Sur. |
| Áncash                    | 1                         | FC San Marcos                                                                 | Coopsol Unión Huaral Llacuabamba Carlos Stein · Juan Aurich Alianza Universidad Santos Ayacucho Dep. Municipal · U. San Martín Comerciantes FC Cantolao Binacional ADA UCV Moquegua Juan Pablo II · Pirata San Marcos Localización de los equipos de la segunda división de 2024 · Zona Norte; Zona Sur. |
| Ayacucho                  | 1                         | Ayacucho FC                                                                   | Coopsol Unión Huaral Llacuabamba Carlos Stein · Juan Aurich Alianza Universidad Santos Ayacucho Dep. Municipal · U. San Martín Comerciantes FC Cantolao Binacional ADA UCV Moquegua Juan Pablo II · Pirata San Marcos Localización de los equipos de la segunda división de 2024 · Zona Norte; Zona Sur. |
| Cajamarca                 | 1                         | ADA Jaén                                                                      | Coopsol Unión Huaral Llacuabamba Carlos Stein · Juan Aurich Alianza Universidad Santos Ayacucho Dep. Municipal · U. San Martín Comerciantes FC Cantolao Binacional ADA UCV Moquegua Juan Pablo II · Pirata San Marcos Localización de los equipos de la segunda división de 2024 · Zona Norte; Zona Sur. |
| Callao                    | 1                         | Academia Cantolao                                                             | Coopsol Unión Huaral Llacuabamba Carlos Stein · Juan Aurich Alianza Universidad Santos Ayacucho Dep. Municipal · U. San Martín Comerciantes FC Cantolao Binacional ADA UCV Moquegua Juan Pablo II · Pirata San Marcos Localización de los equipos de la segunda división de 2024 · Zona Norte; Zona Sur. |
| Huánuco                   | 1                         | Alianza Universidad                                                           | Coopsol Unión Huaral Llacuabamba Carlos Stein · Juan Aurich Alianza Universidad Santos Ayacucho Dep. Municipal · U. San Martín Comerciantes FC Cantolao Binacional ADA UCV Moquegua Juan Pablo II · Pirata San Marcos Localización de los equipos de la segunda división de 2024 · Zona Norte; Zona Sur. |
| Ica                       | 1                         | Santos FC                                                                     | Coopsol Unión Huaral Llacuabamba Carlos Stein · Juan Aurich Alianza Universidad Santos Ayacucho Dep. Municipal · U. San Martín Comerciantes FC Cantolao Binacional ADA UCV Moquegua Juan Pablo II · Pirata San Marcos Localización de los equipos de la segunda división de 2024 · Zona Norte; Zona Sur. |
| La Libertad               | 1                         | Deportivo Llacuabamba                                                         | Coopsol Unión Huaral Llacuabamba Carlos Stein · Juan Aurich Alianza Universidad Santos Ayacucho Dep. Municipal · U. San Martín Comerciantes FC Cantolao Binacional ADA UCV Moquegua Juan Pablo II · Pirata San Marcos Localización de los equipos de la segunda división de 2024 · Zona Norte; Zona Sur. |
| Loreto                    | 1                         | Comerciantes FC                                                               | Coopsol Unión Huaral Llacuabamba Carlos Stein · Juan Aurich Alianza Universidad Santos Ayacucho Dep. Municipal · U. San Martín Comerciantes FC Cantolao Binacional ADA UCV Moquegua Juan Pablo II · Pirata San Marcos Localización de los equipos de la segunda división de 2024 · Zona Norte; Zona Sur. |
| Moquegua                  | 1                         | UCV Moquegua                                                                  | Coopsol Unión Huaral Llacuabamba Carlos Stein · Juan Aurich Alianza Universidad Santos Ayacucho Dep. Municipal · U. San Martín Comerciantes FC Cantolao Binacional ADA UCV Moquegua Juan Pablo II · Pirata San Marcos Localización de los equipos de la segunda división de 2024 · Zona Norte; Zona Sur. |
| Puno                      | 1                         | Deportivo Binacional                                                          | Coopsol Unión Huaral Llacuabamba Carlos Stein · Juan Aurich Alianza Universidad Santos Ayacucho Dep. Municipal · U. San Martín Comerciantes FC Cantolao Binacional ADA UCV Moquegua Juan Pablo II · Pirata San Marcos Localización de los equipos de la segunda división de 2024 · Zona Norte; Zona Sur. |

## Datos
Equipos participantes de la temporada 2024.
| Equipo                 | Ciudad     | Entrenador          | Estadio                      | Aforo  | Estadios alternativos                                                                                    | Proveedor    | Patrocinador principal (Pecho)    | Otros patrocinadores (Mangas u otras partes)                                                                 |
| ---------------------- | ---------- | ------------------- | ---------------------------- | ------ | --- | ------------ | --------------------------------- | --- |
| Academia Cantolao      | Callao     | Adrián Taffarel     | Miguel Grau                  | 17 000 | 3 alternativas Segundo Aranda T. Nacional Iván Elías Moreno                                              | Shumawa      | Dafabet                           | 2 patrocinadores Sporade Loma's                                                                              |
| ADA Jaén               | Jaén       | Marcelo Grioni      | San Luis                     | 9 000  | 1 alternativa Héroes de San Ramón                                                                        | Jave         | Picorana                          | |
| Alianza Universidad    | Huánuco    | Paul Cominges       | Heraclio Tapia               | 25 000 | 1 alternativa Olímpico de Amarilis                                                                       | Performance  | UDH                               | 2 patrocinadores JABB UDH                                                                                    |
| Ayacucho FC            | Ayacucho   | Jose Collati        | Ciudad de Cumaná             | 15 000 | 2 alternativas Manuel Molina Robles El Libertador                                                        | Real         | Cooperativa Santa María DoradoBet | 4 patrocinadores Sporade Club Gym Terra New Olymphic Direycom                                                |
| Carlos Stein           | Chiclayo   | Marcelo Revuelta    | César Flores Marigorda       | 7 000  | 4 alternativas Carlos Samamé Cáceres La Juventud Francisco Mendoza Carlos Olivares                       | Adeko        | Vidava‘s                          | 4 patrocinadores Sporade Tinbet Didácticos Yocusa Negocios Ipasa                                             |
| Comerciantes FC        | Iquitos    | Juan Carlos Bazalar | Max Augustin                 | 24 500 | 1 alternativa Carlos Vidaurre García                                                                     | Crack        | Jancos Corp.                      | 2 patrocinadores Wisar Salud Caja Maynas                                                                     |
| Deportivo Binacional   | Juliaca    | César Chávez Riva   | Guillermo Briceño Rosamedina | 18 080 | 5 alternativas Monumental UNA Enrique Torres Belón Rodolfo Ramos C. Monumental UNSA Garcilaso de la Vega | New Athletic | DoradoBet                         | |
| Deportivo Coopsol      | Chancay    | Willy Laya          | Facundo Ramírez Aguilar      | 2 000  | 2 alternativas Ivan Elias Moreno Miguel Grau                                                             | Atlos        | Escudo Protector                  | 4 patrocinadores Sporade Campo Mayor Coopsol Procesos Productivos Coopsol Consultorias                       |
| Deportivo Llacuabamba  | Huamachuco | Fernando Nogará     | Municipal de Huamachuco      | 5 000  | 4 alternativas El Porvenir Casa Grande Germán Contreras Héroes de San Ramón Municipal de Otuzco          | trusports    | Llacuabamba                       | 4 patrocinadores Inversiones CANAAR & RL E.I.R.L. Fameservi Minera Las Lomas Doradas Centro Médico YacuMedic |
| Deportivo Municipal    | Lima       | Víctor Rivera       | Ivan Elias Moreno            | 11 000 | 2 alternativas Nacional San Marcos                                                                       | Convert      | Bandera de ?                      | Ver lista |
| FC San Marcos          | Huaraz     | Nolberto Solano     | Rosas Pampa                  | 18 000 | 3 alternativas Municipal de Recuay Rubén Alfaro Guardia Municipal de San Marcos                          | Ander Sport  |                                   | |
| Juan Aurich            | Chiclayo   | Jesús Oropesa       | César Flores Marigorda       | 7 000  | 3 alternativas Municipal de la Juventud Francisco Mendoza Pizarro Carlos Olivares                        | Jave         | Tiendas EFE                       | 2 patrocinadores Sporade TinBet.pe                                                                           |
| Juan Pablo II College  | Chongoyape | Santiago Acasiete   | Municipal de la Juventud     | 2 500  | 2 alternativas Francisco Mendoza Pizarro César Flores Marigorda                                          | Real         |                                   | |
| Pirata FC              | Chongoyape | Jahir Butrón        | Municipal de la Juventud     | 2 500  | 2 alternativas Francisco Mendoza Pizarro César Flores Marigorda                                          | Front        | Nuevas Tierras                    | 2 patrocinadores Sporade Inversiones Santísima                                                               |
| Santos FC              | Nazca      | Sergio Castellanos  | Pedro Huamán Román           | 10 000 | 1 alternativa Municipal de Vista Alegre                                                                  | Palant       | Explosivos del Sur S.A.           | 5 patrocinadores Explosivos del Sur S.A. AKJJ Minerales Inversiones Mineras GBM JJ & G BRAVO S.A.C           |
| Unión Huaral           | Huaral     | Alberto Valiente    | Julio Lores Colán            | 6 000  | 3 alternativas Rómulo Shaw Cisneros Segundo Aranda Torres Miguel Grau                                    | Atlos        | solidario Perú                    | 1 patrocinadores Sporade                                                                                     |
| UCV Moquegua           | Moquegua   | Erick Torres        | 25 de Noviembre              | 21 073 | 1 alternativa Mariscal Nieto                                                                             | Palant       | Clínica del sur                   | |
| Universidad San Martín | Lima       | Duilio Cisneros     | Ivan Elias Moreno            | 11 000 | 3 alternativas Miguel Grau San Marcos Nacional                                                           | Convert      | DoradoBet                         | 3 patrocinadores MUR Sporade USMP                                                                            |

### Jugadores extranjeros
| Equipo                 | Jugador 1              | Jugador 2               | Jugador 3              | Jugador 4           | Jugador 5              |
| ---------------------- | ---------------------- | ----------------------- | ---------------------- | ------------------- | ---------------------- |
| Academia Cantolao      | Leonardo Germán Silva  | Lautaro Grosso          | Franco Nicolás Pérez   | Facundo Da Costa    | Mathías López Beltrame |
| ADA Jaén               | Edy Rentería           | Yimmer Salas            |                        |                     |                        |
| Alianza Universidad    | Jhon Ibargüen          | Lionard Pajoy           | Omar Vásquez           | Sergio Samudio      |                        |
| Ayacucho FC            | Keziel Santos          |                         |                        |                     |                        |
| Carlos Stein           | Alex Valoyes           |                         |                        |                     |                        |
| Comerciantes FC        | Kevin Lugo             | Jefferson Valdeblánquez | Nicolás Gentilio       | Maximiliano Lemos   | Joaquín Silva          |
| Deportivo Binacional   | Nicolás Chávez Lezcano |                         |                        |                     |                        |
| Deportivo Coopsol      | Cristian Lasso         | Jeferson Collazos       |                        |                     |                        |
| Deportivo Llacuabamba  | Gabriel Acevedo        | Emilio Rébora           | Edixon Mena            | Steven Aponzá       |                        |
| Deportivo Municipal    | Claudio Villagra       | Tomas Di Leo            | Facundo Pumpido        |                     |                        |
| San Marcos             | Jhonny Mena            | Julián Muñoz            | Maximiliano Freitas    | Merlyn Estacio      |                        |
| Juan Aurich            |                        |                         |                        |                     |                        |
| Juan Pablo II College  | Matías Vega            | Renzo Alfani            | Gustavo Collante       | Marcelo Argüello    |                        |
| Pirata FC              | Mario Ramírez          | Maximiliano Zárate      | Juan Manuel Martínez   |                     |                        |
| Santos FC              | Facundo Cozzi          | Félix Banega            | Gustavo Leonel Pereira | Alexandre Tam       | Brito                  |
| Unión Huaral           | Franco Puppo           | Julián Carnelos         | Mateo Yaszczuk         | Patricio Riccitelli | Martín Pérez           |
| UCV Moquegua           | Tiago Ruiz Díaz        | Luciano Centurión       | Juan Ignacio Reynoso   |                     |                        |
| Universidad San Martín | José Silva             | Santiago Cortes         | Kevin Palacios         | Hasan Vergara       |                        |

## Fase Regional

### Zona Norte
En un inicio se consideró la participación de Juan Aurich y Unión Huaral. Sin embargo, al descender administrativamente, al inicio del torneo, no fueron considerados en la tabla de posiciones.
| Pos. | Equipo                | Pts. | PJ | G | E | P  | GF | GC | Dif. | Clasificación       |
| ---- | --------------------- | ---- | -- | - | - | -- | -- | -- | ---- | ------------------- |
| 1    | Alianza Universidad   | 29   | 12 | 9 | 2 | 1  | 30 | 7  | +23  | Grupo A (+2 puntos) |
| 2    | FC San Marcos         | 23   | 12 | 7 | 2 | 3  | 25 | 14 | +11  | Grupo B (+1 punto)  |
| 3    | Deportivo Llacuabamba | 21   | 12 | 6 | 3 | 3  | 30 | 10 | +20  | Grupo A             |
| 4    | Juan Pablo II College | 15   | 12 | 4 | 3 | 5  | 10 | 15 | −5   | Grupo B             |
| 5    | ADA Jaén              | 15   | 12 | 4 | 3 | 5  | 16 | 24 | −8   | Grupo A             |
| 6    | Pirata FC             | 13   | 12 | 5 | 1 | 6  | 14 | 19 | −5   | Grupo B             |
| 7    | Carlos Stein          | 0    | 12 | 0 | 0 | 12 | 10 | 46 | −36  | Grupo Descenso      |

Actualizado a los partidos jugados el 21 de julio.
 Fuente: FPF
Criterios de clasificación: Puntos · Diferencia de goles · Goles a favor · Duelos directos
Notas:
1. ↑  Pirata FC finalizó su participación en la Fase Regional sin cumplir con los 1620 minutos requeridos en la bolsa de minutos según el artículo 35.6 del reglamento (Resolución N° 026-FPF-2024). Al haber acumulado solo 1541 minutos (79 minutos menos de lo exigido), se le descontaron 3 puntos de la Tabla de posiciones.

#### Resultados Zona Norte
- Los horarios corresponden a la hora local del Perú: (UTC–5).

Primera vuelta
| Fecha 1                                                | Fecha 1   | Fecha 1               | Fecha 1   | Fecha 1    | Fecha 1   | Fecha 1       | Fecha 1             |
| Local                                                  | Resultado | Visitante             | Estadio   | Fecha      | Hora      | Árbitro       | TV                  |
| ------------------------------------------------------ | --------- | --------------------- | --------- | ---------- | --------- | ------------- | ------------------- |
| ADA Jaén                                               | 1 – 1     | Deportivo Llacuabamba | San Luis  | 6 de abril | 15:00     | Juber Barboza | L1 Play y Nativa TV |
| Carlos Stein                                           | –         | Juan Pablo II College | Cancelado | Cancelado  | Cancelado | Cancelado     | Cancelado           |
| Libres: Alianza Universidad, FC San Marcos y Pirata FC |           |                       |           |            |           |               |                     |

| Fecha 2                                                           | Fecha 2   | Fecha 2       | Fecha 2                  | Fecha 2     | Fecha 2 | Fecha 2        | Fecha 2             |
| Local                                                             | Resultado | Visitante     | Estadio                  | Fecha       | Hora    | Árbitro        | TV                  |
| ----------------------------------------------------------------- | --------- | ------------- | ------------------------ | ----------- | ------- | -------------- | ------------------- |
| Juan Pablo II College                                             | 0 – 0     | ADA Jaén      | Municipal de la Juventud | 16 de abril | 15:30   | Micke Palomino | L1 Play y Nativa TV |
| Pirata FC                                                         | 0 – 2     | FC San Marcos | Municipal de la Juventud | 17 de abril | 15:00   | Boris Santos   | L1 Play y Nativa TV |
| Libres: Alianza Universidad, Deportivo Llacuabamba y Carlos Stein |           |               |                          |             |         |                |                     |

| Fecha 3                                                 | Fecha 3   | Fecha 3               | Fecha 3                  | Fecha 3     | Fecha 3 | Fecha 3           | Fecha 3             |
| Local                                                   | Resultado | Visitante             | Estadio                  | Fecha       | Hora    | Árbitro           | TV                  |
| ------------------------------------------------------- | --------- | --------------------- | ------------------------ | ----------- | ------- | ----------------- | ------------------- |
| Alianza Universidad                                     | 2 – 0     | Deportivo Llacuabamba | Heraclio Tapia           | 21 de abril | 13:00   | Jhonathan Najarro | L1 Play y Nativa TV |
| Carlos Stein                                            | 0 – 1     | Pirata FC             | Municipal de la Juventud | 24 de abril | 15:30   | Leonardo Romero   | L1 Play y Nativa TV |
| Libres: ADA Jaén, FC San Marcos y Juan Pablo II College |           |                       |                          |             |         |                   |                     |

| Fecha 4                      | Fecha 4   | Fecha 4             | Fecha 4                  | Fecha 4     | Fecha 4 | Fecha 4          | Fecha 4             |
| Local                        | Resultado | Visitante           | Estadio                  | Fecha       | Hora    | Árbitro          | TV                  |
| ---------------------------- | --------- | ------------------- | ------------------------ | ----------- | ------- | ---------------- | ------------------- |
| Juan Pablo II College        | 1 – 1     | Alianza Universidad | Municipal de la Juventud | 28 de abril | 13:00   | Lenin Montalbán  | L1 Play y Nativa TV |
| FC San Marcos                | 3 – 1     | Carlos Stein        | Municipal de Recuay      | 29 de abril | 15:30   | James Mamaní     | L1 Play y Nativa TV |
| Pirata FC                    | 2 – 1     | ADA Jaén            | Municipal de la Juventud | 30 de abril | 15:30   | Walter Guadalupe | L1 Play y Nativa TV |
| Libre: Deportivo Llacuabamba |           |                     |                          |             |         |                  |                     |

| Fecha 5                                               | Fecha 5   | Fecha 5               | Fecha 5                 | Fecha 5   | Fecha 5 | Fecha 5        | Fecha 5             |
| Local                                                 | Resultado | Visitante             | Estadio                 | Fecha     | Hora    | Árbitro        | TV                  |
| ----------------------------------------------------- | --------- | --------------------- | ----------------------- | --------- | ------- | -------------- | ------------------- |
| Deportivo Llacuabamba                                 | 1 – 0     | Juan Pablo II College | Municipal de Huamachuco | 6 de mayo | 15:30   | Luis Seminario | L1 Play y NTV (Y/F) |
| ADA Jaén                                              | 0 – 2     | FC San Marcos         | San Luis                | 7 de mayo | 15:30   | Luis Ciriaco   | L1 Play y Nativa TV |
| Libres: Alianza Universidad, Carlos Stein y Pirata FC |           |                       |                         |           |         |                |                     |

| Fecha 6                                                              | Fecha 6   | Fecha 6             | Fecha 6                  | Fecha 6    | Fecha 6 | Fecha 6       | Fecha 6 |
| Local                                                                | Resultado | Visitante           | Estadio                  | Fecha      | Hora    | Árbitro       |         |
| -------------------------------------------------------------------- | --------- | ------------------- | ------------------------ | ---------- | ------- | ------------- | ------- |
| Pirata FC                                                            | 1 – 2     | Alianza Universidad | Municipal de la Juventud | 13 de mayo | 13:00   | Renzo Arias   |         |
| Carlos Stein                                                         | 2 – 4     | ADA Jaén            | Municipal de la Juventud | 14 de mayo | 15:15   | José Gonzáles |         |
| Libres: FC San Marcos, Deportivo Llacuabamba y Juan Pablo II College |           |                     |                          |            |         |               |         |

| Fecha 7                                                | Fecha 7   | Fecha 7       | Fecha 7                 | Fecha 7    | Fecha 7 | Fecha 7      | Fecha 7             |
| Local                                                  | Resultado | Visitante     | Estadio                 | Fecha      | Hora    | Árbitro      | TV                  |
| ------------------------------------------------------ | --------- | ------------- | ----------------------- | ---------- | ------- | ------------ | ------------------- |
| Alianza Universidad                                    | 3 – 1     | FC San Marcos | Heraclio Tapia          | 18 de mayo | 15:30   | Julio Quiroz | —                   |
| Deportivo Llacuabamba                                  | 4 – 0     | Pirata FC     | Municipal de Huamachuco | 19 de mayo | 15:15   | César García | L1 Play y NTV (Y/F) |
| Libres: ADA Jaén, Carlos Stein y Juan Pablo II College |           |               |                         |            |         |              |                     |

| Fecha 8         | Fecha 8   | Fecha 8               | Fecha 8                  | Fecha 8    | Fecha 8 | Fecha 8          | Fecha 8             |
| Local           | Resultado | Visitante             | Estadio                  | Fecha      | Hora    | Árbitro          | TV                  |
| --------------- | --------- | --------------------- | ------------------------ | ---------- | ------- | ---------------- | ------------------- |
| FC San Marcos   | 2 – 1     | Deportivo Llacuabamba | Municipal de Recuay      | 23 de mayo | 13:15   | Lenin Montalbán  | L1 Play y Nativa TV |
| Carlos Stein    | 1 – 5     | Alianza Universidad   | Municipal de la Juventud | 23 de mayo | 15:30   | Wuilder Espinoza | L1 Play y Nativa TV |
| Pirata FC       | 1 – 2     | Juan Pablo II College | Municipal de la Juventud | 25 de mayo | 13:15   | Luis Ciriaco     | L1 Play y Nativa TV |
| Libre: ADA Jaén |           |                       |                          |            |         |                  |                     |

| Fecha 9               | Fecha 9   | Fecha 9       | Fecha 9                  | Fecha 9    | Fecha 9 | Fecha 9       | Fecha 9             |
| Local                 | Resultado | Visitante     | Estadio                  | Fecha      | Hora    | Árbitro       | TV                  |
| --------------------- | --------- | ------------- | ------------------------ | ---------- | ------- | ------------- | ------------------- |
| Juan Pablo II College | 3 – 2     | FC San Marcos | Municipal de la Juventud | 30 de mayo | 13:15   | Daniel Ureta  | L1 Play y Nativa TV |
| Alianza Universidad   | 2 – 0     | ADA Jaén      | Heraclio Tapia           | 30 de mayo | 15:30   | Júber Barboza | —                   |
| Deportivo Llacuabamba | 6 – 0     | Carlos Stein  | Municipal de Huamachuco  | 31 de mayo | 15:00   | Junior Rivera | L1 Play y Nativa TV |
| Libre: Pirata FC      |           |               |                          |            |         |               |                     |

Segunda vuelta
| Fecha 10                                               | Fecha 10  | Fecha 10     | Fecha 10                 | Fecha 10   | Fecha 10 | Fecha 10         | Fecha 10            |
| Local                                                  | Resultado | Visitante    | Estadio                  | Fecha      | Hora     | Árbitro          | TV                  |
| ------------------------------------------------------ | --------- | ------------ | ------------------------ | ---------- | -------- | ---------------- | ------------------- |
| Juan Pablo II College                                  | 3 – 1     | Carlos Stein | Municipal de la Juventud | 5 de junio | 13:00    | Jordi Espinoza   | L1 Play y Nativa TV |
| Deportivo Llacuabamba                                  | 5 – 0     | ADA Jaén     | Municipal de Huamachuco  | 5 de junio | 15:15    | Fernando Legario | L1 Play y Nativa TV |
| Libres: Alianza Universidad, FC San Marcos y Pirata FC |           |              |                          |            |          |                  |                     |

| Fecha 11                                                          | Fecha 11  | Fecha 11              | Fecha 11            | Fecha 11   | Fecha 11 | Fecha 11          | Fecha 11            |
| Local                                                             | Resultado | Visitante             | Estadio             | Fecha      | Hora     | Árbitro           | TV                  |
| ----------------------------------------------------------------- | --------- | --------------------- | ------------------- | ---------- | -------- | ----------------- | ------------------- |
| FC San Marcos                                                     | 2 – 1     | Pirata FC             | Municipal de Recuay | 9 de junio | 13:15    | Maykol Farromeque | —                   |
| ADA Jaén                                                          | 3 – 1     | Juan Pablo II College | San Luis            | 9 de junio | 15:30    | Wilder Espinoza   | L1 Play y Nativa TV |
| Libres: Alianza Universidad, Carlos Stein y Deportivo Llacuabamba |           |                       |                     |            |          |                   |                     |

| Fecha 12                                                | Fecha 12  | Fecha 12            | Fecha 12                 | Fecha 12    | Fecha 12 | Fecha 12       | Fecha 12 |
| Local                                                   | Resultado | Visitante           | Estadio                  | Fecha       | Hora     | Árbitro        |          |
| ------------------------------------------------------- | --------- | ------------------- | ------------------------ | ----------- | -------- | -------------- | -------- |
| Deportivo Llacuabamba                                   | 0 – 0     | Alianza Universidad | Municipal de Huamachuco  | 15 de junio | 15:30    | Alexander Blas |          |
| Pirata FC                                               | 3 – 2     | Carlos Stein        | Municipal de la Juventud | 16 de junio | 13:15    | Hugo Alvarez   |          |
| Libres: ADA Jaén, FC San Marcos y Juan Pablo II College |           |                     |                          |             |          |                |          |

| Fecha 13                     | Fecha 13  | Fecha 13              | Fecha 13                 | Fecha 13    | Fecha 13 | Fecha 13             | Fecha 13          |
| Local                        | Resultado | Visitante             | Estadio                  | Fecha       | Hora     | Árbitro              | TV                |
| ---------------------------- | --------- | --------------------- | ------------------------ | ----------- | -------- | -------------------- | ----------------- |
| ADA Jaén                     | 1 – 1     | Pirata FC             | San Luis                 | 22 de junio | 15:30    | Micke Palomino       | Nativa TV (YT/FB) |
| Alianza Universidad          | 3 – 0     | Juan Pablo II College | Heraclio Tapia           | 23 de junio | 15:30    | Luis Seminario       | —                 |
| Carlos Stein                 | 1 – 2     | FC San Marcos         | Municipal de la Juventud | 24 de junio | 13:15    | Alejandro Villanueva | —                 |
| Libre: Deportivo Llacuabamba |           |                       |                          |             |          |                      |                   |

| Fecha 14                                              | Fecha 14  | Fecha 14              | Fecha 14                 | Fecha 14    | Fecha 14 | Fecha 14       | Fecha 14 |
| Local                                                 | Resultado | Visitante             | Estadio                  | Fecha       | Hora     | Árbitro        |          |
| ----------------------------------------------------- | --------- | --------------------- | ------------------------ | ----------- | -------- | -------------- | -------- |
| Juan Pablo II College                                 | 0 – 1     | Deportivo Llacuabamba | Municipal de la Juventud | 28 de junio | 13:00    | Jordi Espinoza |          |
| FC San Marcos                                         | 6 – 0     | ADA Jaén              | Rosas Pampa              | 28 de junio | 15:30    | Júber Barboza  |          |
| Libres: Alianza Universidad, Carlos Stein y Pirata FC |           |                       |                          |             |          |                |          |

| Fecha 15                                                             | Fecha 15  | Fecha 15     | Fecha 15       | Fecha 15   | Fecha 15 | Fecha 15      | Fecha 15 |
| Local                                                                | Resultado | Visitante    | Estadio        | Fecha      | Hora     | Árbitro       |          |
| -------------------------------------------------------------------- | --------- | ------------ | -------------- | ---------- | -------- | ------------- | -------- |
| ADA Jaén                                                             | 4 – 1     | Carlos Stein | San Luis       | 2 de julio | 13:00    | James Huamaní |          |
| Alianza Universidad                                                  | 2 – 0     | Pirata FC    | Heraclio Tapia | 2 de julio | 15:15    | José Gonzales |          |
| Libres: FC San Marcos, Deportivo Llacuabamba y Juan Pablo II College |           |              |                |            |          |               |          |

| Fecha 16                                               | Fecha 16  | Fecha 16              | Fecha 16                 | Fecha 16   | Fecha 16 | Fecha 16             | Fecha 16 |
| Local                                                  | Resultado | Visitante             | Estadio                  | Fecha      | Hora     | Árbitro              |          |
| ------------------------------------------------------ | --------- | --------------------- | ------------------------ | ---------- | -------- | -------------------- | -------- |
| Pirata FC                                              | 2 – 1     | Deportivo Llacuabamba | Municipal de la Juventud | 7 de julio | 13:15    | Gean Barbagelatta    |          |
| FC San Marcos                                          | 1 – 2     | Alianza Universidad   | Rosas Pampa              | 7 de julio | 15:00    | Alejandro Villanueva |          |
| Libres: ADA Jaén, Carlos Stein y Juan Pablo II College |           |                       |                          |            |          |                      |          |

| Fecha 17              | Fecha 17  | Fecha 17      | Fecha 17                 | Fecha 17    | Fecha 17 | Fecha 17         | Fecha 17            |
| Local                 | Resultado | Visitante     | Estadio                  | Fecha       | Hora     | Árbitro          | TV                  |
| --------------------- | --------- | ------------- | ------------------------ | ----------- | -------- | ---------------- | ------------------- |
| Juan Pablo II College | 0 – 2     | Pirata FC     | Municipal de la Juventud | 13 de julio | 13:00    | Alexander Blas   | Nativa TV (YT/FB)   |
| Deportivo Llacuabamba | 2 – 2     | FC San Marcos | Municipal de Huamachuco  | 13 de julio | 15:15    | Fernando Legario | —                   |
| Alianza Universidad   | 7 – 0     | Carlos Stein  | Heraclio Tapia           | 14 de julio | 13:30    | Gherson Huiman   | L1 Play y Nativa TV |
| Libre: ADA Jaén       |           |               |                          |             |          |                  |                     |

| Fecha 18         | Fecha 18  | Fecha 18              | Fecha 18                 | Fecha 18    | Fecha 18 | Fecha 18          | Fecha 18            |
| Local            | Resultado | Visitante             | Estadio                  | Fecha       | Hora     | Árbitro           | TV                  |
| ---------------- | --------- | --------------------- | ------------------------ | ----------- | -------- | ----------------- | ------------------- |
| Carlos Stein     | 1 – 8     | Deportivo Llacuabamba | Municipal de la Juventud | 20 de julio | 13:15    | Junior Rivera     | —                   |
| ADA Jaén         | 2 – 1     | Alianza Universidad   | San Luis                 | 20 de julio | 15:30    | Jhonathan Najarro | L1 Play y Nativa TV |
| FC San Marcos    | 0 – 0     | Juan Pablo II College | Rosas Pampa              | 21 de julio | 13:15    | Luis Ciriaco      | —                   |
| Libre: Pirata FC |           |                       |                          |             |          |                   |                     |

### Zona Sur
| Pos. | Equipo                 | Pts. | PJ | G | E | P | GF | GC | Dif. | Clasificación       |
| ---- | ---------------------- | ---- | -- | - | - | - | -- | -- | ---- | ------------------- |
| 1    | Comerciantes FC        | 33   | 16 | 9 | 6 | 1 | 26 | 13 | +13  | Grupo B (+2 puntos) |
| 2    | Santos FC              | 25   | 16 | 7 | 4 | 5 | 15 | 12 | +3   | Grupo A (+1 punto)  |
| 3    | Ayacucho FC            | 24   | 16 | 7 | 3 | 6 | 15 | 14 | +1   | Grupo B             |
| 4    | Deportivo Municipal    | 20   | 16 | 4 | 8 | 4 | 16 | 15 | +1   | Grupo A             |
| 5    | Academia Cantolao      | 20   | 16 | 6 | 2 | 8 | 16 | 20 | −4   | Grupo B             |
| 6    | Deportivo Coopsol      | 19   | 16 | 5 | 4 | 7 | 21 | 27 | −6   | Grupo A             |
| 7    | Universidad San Martín | 18   | 16 | 3 | 9 | 4 | 19 | 22 | −3   | Grupo Descenso      |
| 8    | UCV Moquegua           | 11   | 16 | 2 | 5 | 9 | 12 | 22 | −10  | Grupo Descenso      |
| 9    | Deportivo Binacional   | 10   | 16 | 7 | 1 | 8 | 20 | 15 | +5   | Grupo Descenso      |

Actualizado a los partidos jugados el 22 de julio.
 Fuente: FPF
Criterios de clasificación: Puntos · Diferencia de goles · Goles a favor · Duelos directos
Notas:
1. ↑  Deportivo Binacional finalizó su participación en la Fase Regional sin cumplir con los 2160 minutos requeridos en la bolsa de minutos según el artículo 35.6 del reglamento (Resolución N° 026-FPF-2024). Al haber acumulado solo 1816 minutos (344 minutos menos de lo exigido), se le descontaron 12 puntos de la Tabla de posiciones.

#### Resultados Zona Sur
- Los horarios corresponden a la hora local del Perú: (UTC–5).

Primera vuelta
| Fecha 1                  | Fecha 1   | Fecha 1              | Fecha 1                   | Fecha 1     | Fecha 1 | Fecha 1          | Fecha 1             |
| Local                    | Resultado | Visitante            | Estadio                   | Fecha       | Hora    | Árbitro          | TV                  |
| ------------------------ | --------- | -------------------- | ------------------------- | ----------- | ------- | ---------------- | ------------------- |
| Comerciantes FC          | 2 – 2     | UCV Moquegua         | Carlos Vidaurre García    | 7 de abril  | 14:15   | Junior Rivera    | L1 Play y Nativa TV |
| Deportivo Municipal      | 3 – 2     | Academia Cantolao    | Iván Elías Moreno         | 8 de abril  | 15:00   | Gean Barbajelata | L1 Play y Nativa TV |
| Universidad San Martín   | 0 – 0     | Deportivo Binacional | Iván Elías Moreno         | 9 de abril  | 13:00   | José Gonzales    | L1 y Nativa TV      |
| Santos FC                | 0 – 0     | Ayacucho FC          | Municipal de Vista Alegre | 25 de junio | 15:00   | Jonathan Zamora  | L1 Play y Nativa TV |
| Libre: Deportivo Coopsol |           |                      |                           |             |         |                  |                     |

| Fecha 2                     | Fecha 2   | Fecha 2                | Fecha 2           | Fecha 2     | Fecha 2 | Fecha 2              | Fecha 2             |
| Local                       | Resultado | Visitante              | Estadio           | Fecha       | Hora    | Árbitro              | TV                  |
| --------------------------- | --------- | ---------------------- | ----------------- | ----------- | ------- | -------------------- | ------------------- |
| Ayacucho FC                 | 0 – 1     | Universidad San Martín | El Libertador     | 14 de abril | 10:30   | Rudy Mendez          | —                   |
| UCV Moquegua                | 2 – 0     | Deportivo Municipal    | 25 de Noviembre   | 14 de abril | 11:00   | Jasmani Chambi       | L1 Play y Nativa TV |
| Academia Cantolao           | 2 – 1     | Santos FC              | Iván Elías Moreno | 15 de abril | 13:00   | Alejandro Villanueva | L1 Play y Nativa TV |
| Deportivo Coopsol           | 0 – 0     | Comerciantes FC        | Iván Elías Moreno | 16 de abril | 13:00   | Walter Guadalupe     | L1 Play y Nativa TV |
| Libre: Deportivo Binacional |           |                        |                   |             |         |                      |                     |

| Fecha 3                | Fecha 3   | Fecha 3           | Fecha 3                      | Fecha 3     | Fecha 3 | Fecha 3          | Fecha 3                     |
| Local                  | Resultado | Visitante         | Estadio                      | Fecha       | Hora    | Árbitro          | TV                          |
| ---------------------- | --------- | ----------------- | ---------------------------- | ----------- | ------- | ---------------- | --------------------------- |
| Santos FC              | 1 – 0     | UCV Moquegua      | Municipal de Vista Alegre    | 20 de abril | 13:00   | José Gonzales    | —                           |
| Universidad San Martín | 0 – 1     | Academia Cantolao | Iván Elías Moreno            | 22 de abril | 13:00   | Luis Seminario   | L1 y Nativa TV              |
| Deportivo Municipal    | 2 – 1     | Deportivo Coopsol | Iván Elías Moreno            | 23 de abril | 15:30   | Fernando Legario | L1 Play y Nativa TV (YT/FB) |
| Deportivo Binacional   | 2 – 3     | Ayacucho FC       | Guillermo Briceño Rosamedina | 24 de abril | 19:00   | Juber Barboza    | L1 Play y Nativa TV (YT/FB) |
| Libre: Comerciantes FC |           |                   |                              |             |         |                  |                             |

| Fecha 4            | Fecha 4   | Fecha 4                | Fecha 4           | Fecha 4     | Fecha 4 | Fecha 4        | Fecha 4        |
| Local              | Resultado | Visitante              | Estadio           | Fecha       | Hora    | Árbitro        | TV             |
| ------------------ | --------- | ---------------------- | ----------------- | ----------- | ------- | -------------- | -------------- |
| UCV Moquegua       | 1 – 1     | Universidad San Martín | 25 de Noviembre   | 28 de abril | 10:45   | Renzo Arias    | —              |
| Comerciantes FC    | 1 – 1     | Deportivo Municipal    | Max Augustin      | 28 de abril | 15:15   | Luis Seminario | —              |
| Academia Cantolao  | 1 – 0     | Deportivo Binacional   | Iván Elías Moreno | 29 de abril | 13:00   | Alexander Blas | L1 y Nativa TV |
| Deportivo Coopsol  | 0 – 2     | Santos FC              | Iván Elías Moreno | 30 de abril | 13:00   | Robin Segura   | L1 y Nativa TV |
| Libre: Ayacucho FC |           |                        |                   |             |         |                |                |

| Fecha 5                    | Fecha 5   | Fecha 5           | Fecha 5                      | Fecha 5   | Fecha 5 | Fecha 5         | Fecha 5             |
| Local                      | Resultado | Visitante         | Estadio                      | Fecha     | Hora    | Árbitro         | TV                  |
| -------------------------- | --------- | ----------------- | ---------------------------- | --------- | ------- | --------------- | ------------------- |
| Ayacucho FC                | 1 – 1     | Academia Cantolao | El Libertador                | 5 de mayo | 11:00   | Víctor Cori     | —                   |
| Deportivo Binacional       | 2 – 0     | UCV Moquegua      | Guillermo Briceño Rosamedina | 5 de mayo | 15:00   | Leonardo Romero | L1 Play y Nativa TV |
| Universidad San Martín     | 1 – 1     | Deportivo Coopsol | Iván Elias Moreno            | 6 de mayo | 12:45   | Edwin Carranza  | L1 Play y Nativa TV |
| Santos FC                  | 0 – 1     | Comerciantes FC   | Municipal de Vista Alegre    | 7 de mayo | 13:00   | Juber Barbona   | L1 Play y Nativa TV |
| Libre: Deportivo Municipal |           |                   |                              |           |         |                 |                     |

| Fecha 6                  | Fecha 6   | Fecha 6                | Fecha 6           | Fecha 6    | Fecha 6 | Fecha 6          | Fecha 6             |
| Local                    | Resultado | Visitante              | Estadio           | Fecha      | Hora    | Árbitro          | TV                  |
| ------------------------ | --------- | ---------------------- | ----------------- | ---------- | ------- | ---------------- | ------------------- |
| Deportivo Municipal      | 0 – 0     | Santos FC              | Iván Elias Moreno | 11 de mayo | 15:15   | James Huamani    | L1 Play y Nativa TV |
| Comerciantes FC          | 1 – 0     | Universidad San Martín | Max Augustin      | 12 de mayo | 15:15   | Fernando Legario | —                   |
| Deportivo Coopsol        | 2 – 1     | Deportivo Binacional   | Iván Elias Moreno | 13 de mayo | 15:15   | Javier Casanova  | L1 Play y Nativa TV |
| UCV Moquegua             | 0 – 1     | Ayacucho FC            | 25 de Noviembre   | 14 de mayo | 13:00   | Kevin Maxdeo     | —                   |
| Libre: Academia Cantolao |           |                        |                   |            |         |                  |                     |

| Fecha 7                | Fecha 7   | Fecha 7             | Fecha 7                      | Fecha 7    | Fecha 7 | Fecha 7          | Fecha 7             |
| Local                  | Resultado | Visitante           | Estadio                      | Fecha      | Hora    | Árbitro          | TV                  |
| ---------------------- | --------- | ------------------- | ---------------------------- | ---------- | ------- | ---------------- | ------------------- |
| Universidad San Martín | 2 – 2     | Deportivo Municipal | Iván Elías Moreno            | 17 de mayo | 13:15   | Luis Seminario   | L1 Play y Nativa TV |
| Ayacucho FC            | 1 – 0     | Deportivo Coopsol   | El Libertador                | 19 de mayo | 11:00   | Jefferson Zavala | —                   |
| Academia Cantolao      | 1 – 0     | UCV Moquegua        | Iván Elías Moreno            | 20 de mayo | 13:00   | Luis Ciriaco     | —                   |
| Deportivo Binacional   | 2 – 0     | Comerciantes FC     | Guillermo Briceño Rosamedina | 20 de mayo | 15:15   | Gerson Villamar  | L1 Play y Nativa TV |
| Libre: Santos FC       |           |                     |                              |            |         |                  |                     |

| Fecha 8             | Fecha 8   | Fecha 8                | Fecha 8                   | Fecha 8    | Fecha 8 | Fecha 8          | Fecha 8             |
| Local               | Resultado | Visitante              | Estadio                   | Fecha      | Hora    | Árbitro          | TV                  |
| ------------------- | --------- | ---------------------- | ------------------------- | ---------- | ------- | ---------------- | ------------------- |
| Comerciantes FC     | 2 – 1     | Ayacucho FC            | Max Augustin              | 25 de mayo | 15:15   | James Huamaní    | —                   |
| Deportivo Municipal | 2 – 0     | Deportivo Binacional   | Iván Elías Moreno         | 26 de mayo | 15:30   | José Gonzales    | L1 Play y Nativa TV |
| Deportivo Coopsol   | 0 – 3     | Academia Cantolao      | Facundo Ramírez Aguilar   | 27 de mayo | 13:15   | Walter Guadalupe | —                   |
| Santos FC           | 2 – 2     | Universidad San Martín | Municipal de Vista Alegre | 27 de mayo | 15:30   | Alexander Blas   | —                   |
| Libre: UCV Moquegua |           |                        |                           |            |         |                  |                     |

| Fecha 9                       | Fecha 9   | Fecha 9             | Fecha 9                      | Fecha 9    | Fecha 9 | Fecha 9          | Fecha 9             |
| Local                         | Resultado | Visitante           | Estadio                      | Fecha      | Hora    | Árbitro          | TV                  |
| ----------------------------- | --------- | ------------------- | ---------------------------- | ---------- | ------- | ---------------- | ------------------- |
| Ayacucho FC                   | 3 – 0     | Deportivo Municipal | El Libertador                | 31 de mayo | 15:00   | Hilbert Villegas | —                   |
| UCV Moquegua                  | 1 – 4     | Deportivo Coopsol   | 25 de Noviembre              | 1 de junio | 13:15   | Luis Sarzoso     | —                   |
| Academia Cantolao             | 1 – 2     | Comerciantes FC     | Iván Elías Moreno            | 1 de junio | 15:30   | Jorge Chonate    | L1 y Nativa TV      |
| Deportivo Binacional          | 2 – 0     | Santos FC           | Guillermo Briceño Rosamedina | 2 de junio | 15:00   | Jefferson Zavala | L1 Play y Nativa TV |
| Libre: Universidad San Martín |           |                     |                              |            |         |                  |                     |

Segunda vuelta
| Fecha 10                 | Fecha 10  | Fecha 10               | Fecha 10                     | Fecha 10   | Fecha 10 | Fecha 10            | Fecha 10            |
| Local                    | Resultado | Visitante              | Estadio                      | Fecha      | Hora     | Árbitro             | TV                  |
| ------------------------ | --------- | ---------------------- | ---------------------------- | ---------- | -------- | ------------------- | ------------------- |
| Academia Cantolao        | 0 – 2     | Deportivo Municipal    | Iván Elías Moreno            | 6 de junio | 13:00    | Micke Palomino      | L1 Play y Nativa TV |
| UCV Moquegua             | 1 – 2     | Comerciantes FC        | 25 de Noviembre              | 6 de junio | 15:15    | Alejandro Rodríguez | —                   |
| Ayacucho FC              | 0 – 1     | Santos FC              | El Libertador                | 7 de junio | 11:00    | Walter Guadalupe    | —                   |
| Deportivo Binacional     | 3 – 0     | Universidad San Martín | Guillermo Briceño Rosamedina | 7 de junio | 15:00    | Robin Segura        | L1 Play y Nativa TV |
| Libre: Deportivo Coopsol |           |                        |                              |            |          |                     |                     |

| Fecha 11                    | Fecha 11  | Fecha 11          | Fecha 11                  | Fecha 11    | Fecha 11 | Fecha 11             | Fecha 11            |
| Local                       | Resultado | Visitante         | Estadio                   | Fecha       | Hora     | Árbitro              | TV                  |
| --------------------------- | --------- | ----------------- | ------------------------- | ----------- | -------- | -------------------- | ------------------- |
| Deportivo Municipal         | 0 – 0     | UCV Moquegua      | Iván Elías Moreno         | 10 de junio | 13:00    | James Huamaní        | L1 Play y Nativa TV |
| Universidad San Martín      | 2 – 1     | Ayacucho FC       | Iván Elías Moreno         | 11 de junio | 13:00    | Julio Quiroz         | L1 Play y Nativa TV |
| Santos FC                   | 2 – 0     | Academia Cantolao | Municipal de Vista Alegre | 11 de junio | 13:00    | Alejandro Villanueva | Nativa TV (YT/FB)   |
| Comerciantes FC             | 2 – 2     | Deportivo Coopsol | Max Augustin              | 12 de junio | 15:15    | Rudy Méndez          | —                   |
| Libre: Deportivo Binacional |           |                   |                           |             |          |                      |                     |

| Fecha 12               | Fecha 12  | Fecha 12               | Fecha 12                | Fecha 12    | Fecha 12 | Fecha 12           | Fecha 12       |
| Local                  | Resultado | Visitante              | Estadio                 | Fecha       | Hora     | Árbitro            | TV             |
| ---------------------- | --------- | ---------------------- | ----------------------- | ----------- | -------- | ------------------ | -------------- |
| Academia Cantolao      | 1 – 1     | Universidad San Martín | Iván Elías Moreno       | 15 de junio | 13:15    | Jonathan Zamora    | L1 y Nativa TV |
| UCV Moquegua           | 1 – 0     | Santos FC              | 25 de Noviembre         | 16 de junio | 11:00    | Rafael Rodríguez   | —              |
| Ayacucho FC            | 1 – 0     | Deportivo Binacional   | El Libertador           | 16 de junio | 15:00    | Brandon Torrecilla | —              |
| Deportivo Coopsol      | 1 – 1     | Deportivo Municipal    | Facundo Ramírez Aguilar | 16 de junio | 15:30    | Walter Guadalupe   | L1 y Nativa TV |
| Libre: Comerciantes FC |           |                        |                         |             |          |                    |                |

| Fecha 13               | Fecha 13  | Fecha 13          | Fecha 13                     | Fecha 13    | Fecha 13 | Fecha 13         | Fecha 13       |
| Local                  | Resultado | Visitante         | Estadio                      | Fecha       | Hora     | Árbitro          | TV             |
| ---------------------- | --------- | ----------------- | ---------------------------- | ----------- | -------- | ---------------- | -------------- |
| Santos FC              | 2 – 0     | Deportivo Coopsol | Municipal de Vista Alegre    | 22 de junio | 13:15    | Luis Ciriaco     | L1 y Nativa TV |
| Deportivo Municipal    | 1 – 1     | Comerciantes FC   | Iván Elías Moreno            | 23 de junio | 13:15    | Fernando Legario | L1 y Nativa TV |
| Deportivo Binacional   | 2 – 0     | Academia Cantolao | Guillermo Briceño Rosamedina | 23 de junio | 15:15    | Sebastián Lozano | L1 y Nativa TV |
| Universidad San Martín | 2 – 2     | UCV Moquegua      | Iván Elías Moreno            | 24 de junio | 15:30    | Jefferson Zavala | L1 y Nativa TV |
| Libre: Ayacucho FC     |           |                   |                              |             |          |                  |                |

| Fecha 14                   | Fecha 14  | Fecha 14               | Fecha 14                | Fecha 14    | Fecha 14 | Fecha 14        | Fecha 14 |
| Local                      | Resultado | Visitante              | Estadio                 | Fecha       | Hora     | Árbitro         |          |
| -------------------------- | --------- | ---------------------- | ----------------------- | ----------- | -------- | --------------- | -------- |
| UCV Moquegua               | 0 – 1     | Deportivo Binacional   | 25 de Noviembre         | 28 de junio | 11:00    | Micke Palomino  |          |
| Deportivo Coopsol          | 2 – 3     | Universidad San Martín | Facundo Ramírez Aguilar | 28 de junio | 15:30    | Robin Segura    |          |
| Academia Cantolao          | 1 – 2     | Ayacucho FC            | Iván Elías Moreno       | 29 de junio | 13:15    | Daniel Ureta    |          |
| Comerciantes FC            | 1 – 0     | Santos FC              | Max Augustin            | 29 de junio | 15:15    | Hibert Villegas |          |
| Libre: Deportivo Municipal |           |                        |                         |             |          |                 |          |

| Fecha 15                 | Fecha 15  | Fecha 15            | Fecha 15                     | Fecha 15   | Fecha 15 | Fecha 15         | Fecha 15           |
| Local                    | Resultado | Visitante           | Estadio                      | Fecha      | Hora     | Árbitro          | TV                 |
| ------------------------ | --------- | ------------------- | ---------------------------- | ---------- | -------- | ---------------- | ------------------ |
| Ayacucho FC              | 0 – 0     | UCV Moquegua        | El Libertador                | 3 de julio | 13:00    | Walter Guadalupe | —                  |
| Deportivo Binacional     | 4 – 0     | Deportivo Coopsol   | Guillermo Briceño Rosamedina | 3 de julio | 15:15    | Alexander Blas   | L1 Max y Nativa TV |
| Santos FC                | 1 – 1     | Deportivo Municipal | Pedro Huamán Román           | 4 de julio | 13:00    | Christian Santos | —                  |
| Universidad San Martín   | 1 – 1     | Comerciantes FC     | Iván Elías Moreno            | 4 de julio | 15:15    | Pablo López      | L1 Max y Nativa TV |
| Libre: Academia Cantolao |           |                     |                              |            |          |                  |                    |

| Fecha 16            | Fecha 16  | Fecha 16               | Fecha 16                | Fecha 16   | Fecha 16 | Fecha 16         | Fecha 16           |
| Local               | Resultado | Visitante              | Estadio                 | Fecha      | Hora     | Árbitro          | TV                 |
| ------------------- | --------- | ---------------------- | ----------------------- | ---------- | -------- | ---------------- | ------------------ |
| Deportivo Coopsol   | 2 – 1     | Ayacucho FC            | Facundo Ramírez Aguilar | 7 de julio | 15:15    | Sebastián Lozano | —                  |
| UCV Moquegua        | 0 – 1     | Academia Cantolao      | 25 de Noviembre         | 8 de julio | 13:00    | Luis Ciriaco     | —                  |
| Deportivo Municipal | 1 – 1     | Universidad San Martín | Iván Elías Moreno       | 9 de julio | 15:15    | Jonathan Zamora  | L1 Max y Nativa TV |
| Comerciantes FC     | 6 – 1     | Deportivo Binacional   | Max Augustin            | 9 de julio | 15:15    | Jordi Espinoza   | —                  |
| Libre: Santos FC    |           |                        |                         |            |          |                  |                    |

| Fecha 17               | Fecha 17  | Fecha 17            | Fecha 17          | Fecha 17    | Fecha 17  | Fecha 17        | Fecha 17            |
| Local                  | Resultado | Visitante           | Estadio           | Fecha       | Hora      | Árbitro         | TV                  |
| ---------------------- | --------- | ------------------- | ----------------- | ----------- | --------- | --------------- | ------------------- |
| Academia Cantolao      | 1 – 2     | Deportivo Coopsol   | Iván Elías Moreno | 13 de julio | 15:30     | Pablo López     | L1 Play y Nativa TV |
| Ayacucho FC            | 0 – 2     | Comerciantes FC     | Ciudad de Cumaná  | 14 de julio | 13:00     | Júber Barboza   | —                   |
| Universidad San Martín | 2 – 3     | Santos FC           | Iván Elías Moreno | 15 de julio | 13:00     | Lenin Montalbán | L1 y Nativa TV      |
| Deportivo Binacional   | –         | Deportivo Municipal | Cancelado         | Cancelado   | Cancelado | Cancelado       | Cancelado           |
| Libre: UCV Moquegua    |           |                     |                   |             |           |                 |                     |

| Fecha 18                      | Fecha 18  | Fecha 18             | Fecha 18                | Fecha 18    | Fecha 18  | Fecha 18          | Fecha 18            |
| Local                         | Resultado | Visitante            | Estadio                 | Fecha       | Hora      | Árbitro           | TV                  |
| ----------------------------- | --------- | -------------------- | ----------------------- | ----------- | --------- | ----------------- | ------------------- |
| Deportivo Coopsol             | 4 – 2     | UCV Moquegua         | Facundo Ramírez Aguilar | 21 de julio | 13:15     | Maykol Farromeque | L1 Play y Nativa TV |
| Comerciantes FC               | 2 – 0     | Academia Cantolao    | Max Augustin            | 22 de julio | 15:00     | Walter Guadalupe  | —                   |
| Deportivo Municipal           | –         | Ayacucho FC          | Cancelado               | Cancelado   | Cancelado | Cancelado         | Cancelado           |
| Santos FC                     | –         | Deportivo Binacional | Cancelado               | Cancelado   | Cancelado | Cancelado         | Cancelado           |
| Libre: Universidad San Martín |           |                      |                         |             |           |                   |                     |

## Fase de grupos
Una vez finalizada la primera etapa, los mejores 6 equipos de cada zona se distribuirán en 2 grupos. Dichos grupos estarán conformados por 3 equipos de cada zona de acuerdo a su posición tras la fecha 18. Por otro lado, los equipos restantes conformarán un grupo para definir el descenso

### Grupo A
| Pos. | Equipo                | Pts. | PJ | G | E | P | GF | GC | Dif. | Clasificación                |
| ---- | --------------------- | ---- | -- | - | - | - | -- | -- | ---- | ---------------------------- |
| 1    | Alianza Universidad   | 24   | 10 | 7 | 1 | 2 | 15 | 12 | +3   | Play-offs (Semifinales)      |
| 2    | Deportivo Llacuabamba | 17   | 10 | 5 | 2 | 3 | 11 | 8  | +3   | Play-offs (Cuartos de final) |
| 3    | Santos FC             | 16   | 10 | 4 | 3 | 3 | 16 | 18 | −2   | Play-offs (Cuartos de final) |
| 4    | Deportivo Coopsol     | 15   | 10 | 4 | 3 | 3 | 11 | 11 | 0    |                              |
| 5    | ADA Jaén              | 11   | 10 | 4 | 1 | 5 | 10 | 15 | −5   |                              |
| 6    | Deportivo Municipal   | −1   | 10 | 1 | 0 | 9 | 2  | 1  | +1   |                              |

Actualizado a los partidos jugados el 28 de septiembre.
 Fuente: FPF
Criterios de clasificación: Puntos · Diferencia de goles · Goles a favor · Duelos directos
Notas:
1. ↑  Bonificación de dos puntos (+2) por ser el primero de la Zona Norte.
2. ↑  Bonificación de un punto (+1) por ser el segundo de la Zona Sur.
3. ↑  Reducción de dos puntos (-2) en atención a las resoluciones N°124-CL-FPF-2024 y N°151-CL-FPF-2024.
4. ↑  Reducción de cuatro puntos (-4) en atención a las resoluciones N°127-CL-FPF-2024, N°138-CL-FPF-2024, N°146-CL-FPF-2024 y el no cumplimiento de la bolsa de minutos

#### Resultados Grupo A
- Los horarios corresponden a la hora local del Perú: (UTC–5).

Primera vuelta
| Fecha 1               | Fecha 1   | Fecha 1             | Fecha 1                 | Fecha 1      | Fecha 1   | Fecha 1        | Fecha 1             |
| Local                 | Resultado | Visitante           | Estadio                 | Fecha        | Hora      | Árbitro        | TV                  |
| --------------------- | --------- | ------------------- | ----------------------- | ------------ | --------- | -------------- | ------------------- |
| Deportivo Llacuabamba | 1 – 0     | Deportivo Coopsol   | Municipal de Huamachuco | 10 de agosto | 15:15     | Luis Seminario | —                   |
| ADA Jaén              | 2 – 4     | Santos FC           | San Luis                | 11 de agosto | 13:00     | Alexander Blas | L1 Play y Nativa TV |
| Alianza Universidad   | –         | Deportivo Municipal | Cancelado               | Cancelado    | Cancelado | Cancelado      | Cancelado           |

| Fecha 2             | Fecha 2   | Fecha 2               | Fecha 2                 | Fecha 2      | Fecha 2   | Fecha 2           | Fecha 2   |
| Local               | Resultado | Visitante             | Estadio                 | Fecha        | Hora      | Árbitro           | TV        |
| ------------------- | --------- | --------------------- | ----------------------- | ------------ | --------- | ----------------- | --------- |
| Deportivo Coopsol   | 2 – 3     | Alianza Universidad   | Facundo Ramírez Aguilar | 16 de agosto | 13:00     | Diego Haro        | —         |
| Santos FC           | 1 – 1     | Deportivo Llacuabamba | Pedro Huamán Román      | 17 de agosto | 13:00     | Jhonathan Najarro | Nativa TV |
| Deportivo Municipal | –         | ADA Jaén              | Cancelado               | Cancelado    | Cancelado | Cancelado         | Cancelado |

| Fecha 3             | Fecha 3   | Fecha 3               | Fecha 3        | Fecha 3      | Fecha 3   | Fecha 3         | Fecha 3             |
| Local               | Resultado | Visitante             | Estadio        | Fecha        | Hora      | Árbitro         | TV                  |
| ------------------- | --------- | --------------------- | -------------- | ------------ | --------- | --------------- | ------------------- |
| ADA Jaén            | 1 – 0     | Deportivo Llacuabamba | San Luis       | 21 de agosto | 13:00     | Luis Ciriaco    | L1 Play y Nativa TV |
| Alianza Universidad | 2 – 2     | Santos FC             | Heraclio Tapia | 22 de agosto | 13:00     | Lenin Montalban | L1 Play y Nativa TV |
| Deportivo Municipal | –         | Deportivo Coopsol     | Cancelado      | Cancelado    | Cancelado | Cancelado       | Cancelado           |

| Fecha 4               | Fecha 4   | Fecha 4             | Fecha 4                 | Fecha 4      | Fecha 4 | Fecha 4           | Fecha 4             |
| Local                 | Resultado | Visitante           | Estadio                 | Fecha        | Hora    | Árbitro           | TV                  |
| --------------------- | --------- | ------------------- | ----------------------- | ------------ | ------- | ----------------- | ------------------- |
| ADA Jaén              | 1 – 1     | Deportivo Coopsol   | San Luis                | 25 de agosto | 15:00   | Maykol Farromeque | —                   |
| Santos FC             | 1 – 2     | Deportivo Municipal | Pedro Huamán Román      | 26 de agosto | 13:00   | Junior Rivera     | L1 Play y Nativa TV |
| Deportivo Llacuabamba | 0 – 1     | Alianza Universidad | Municipal de Huamachuco | 26 de agosto | 15:15   | Alexander Blas    | —                   |

| Fecha 5             | Fecha 5   | Fecha 5               | Fecha 5                 | Fecha 5         | Fecha 5   | Fecha 5              | Fecha 5             |
| Local               | Resultado | Visitante             | Estadio                 | Fecha           | Hora      | Árbitro              | TV                  |
| ------------------- | --------- | --------------------- | ----------------------- | --------------- | --------- | -------------------- | ------------------- |
| Deportivo Coopsol   | 1 – 2     | Santos FC             | Facundo Ramírez Aguilar | 30 de agosto    | 12:30     | Gherson Huiman       | —                   |
| Alianza Universidad | 1 – 0     | ADA Jaén              | Heraclio Tapia          | 1 de septiembre | 15:15     | Alejandro Villanueva | L1 Play y Nativa TV |
| Deportivo Municipal | –         | Deportivo Llacuabamba | Cancelado               | Cancelado       | Cancelado | Cancelado            | Cancelado           |

Segunda vuelta
| Fecha 6             | Fecha 6   | Fecha 6               | Fecha 6                 | Fecha 6         | Fecha 6   | Fecha 6         | Fecha 6 |
| Local               | Resultado | Visitante             | Estadio                 | Fecha           | Hora      | Árbitro         |         |
| ------------------- | --------- | --------------------- | ----------------------- | --------------- | --------- | --------------- | ------- |
| Santos FC           | 1 – 2     | ADA Jaén              | Pedro Huamán Román      | 7 de septiembre | 13:00     | Jesús Cartagena |         |
| Deportivo Coopsol   | 2 – 2     | Deportivo Llacuabamba | Facundo Ramírez Aguilar | 7 de septiembre | 13:00     | Gherson Huiman  |         |
| Deportivo Municipal | –         | Alianza Universidad   | Cancelado               | Cancelado       | Cancelado | Cancelado       |         |

| Fecha 7               | Fecha 7   | Fecha 7             | Fecha 7                 | Fecha 7          | Fecha 7   | Fecha 7       | Fecha 7   |
| Local                 | Resultado | Visitante           | Estadio                 | Fecha            | Hora      | Árbitro       |           |
| --------------------- | --------- | ------------------- | ----------------------- | ---------------- | --------- | ------------- | --------- |
| Deportivo Llacuabamba | 5 – 1     | Santos FC           | Municipal de Huamachuco | 11 de septiembre | 15:15     | Júber Barboza |           |
| Alianza Universidad   | 0 – 2     | Deportivo Coopsol   | Heraclio Tapia          | 12 de septiembre | 13:00     | José Gonzales |           |
| ADA Jaén              | –         | Deportivo Municipal | Cancelado               | Cancelado        | Cancelado | Cancelado     | Cancelado |

| Fecha 8               | Fecha 8   | Fecha 8             | Fecha 8                 | Fecha 8          | Fecha 8   | Fecha 8         | Fecha 8             |
| Local                 | Resultado | Visitante           | Estadio                 | Fecha            | Hora      | Árbitro         | TV                  |
| --------------------- | --------- | ------------------- | ----------------------- | ---------------- | --------- | --------------- | ------------------- |
| Santos FC             | 3 – 2     | Alianza Universidad | Pedro Huamán Román      | 16 de septiembre | 13:00     | James Huamaní   | —                   |
| Deportivo Llacuabamba | 2 – 0     | ADA Jaén            | Municipal de Huamachuco | 17 de septiembre | 15:15     | Lenin Montalban | L1 Play y Nativa TV |
| Deportivo Coopsol     | –         | Deportivo Municipal | Cancelado               | Cancelado        | Cancelado | Cancelado       | Cancelado           |

| Fecha 9             | Fecha 9   | Fecha 9               | Fecha 9                 | Fecha 9          | Fecha 9   | Fecha 9           | Fecha 9             |
| Local               | Resultado | Visitante             | Estadio                 | Fecha            | Hora      | Árbitro           | TV                  |
| ------------------- | --------- | --------------------- | ----------------------- | ---------------- | --------- | ----------------- | ------------------- |
| Alianza Universidad | 2 – 0     | Deportivo Llacuabamba | Heraclio Tapia          | 22 de septiembre | 13:00     | Micke Palomino    | L1 Play y Nativa TV |
| Deportivo Coopsol   | 2 – 1     | ADA Jaén              | Facundo Ramírez Aguilar | 23 de septiembre | 13:00     | Jhonathan Najarro | L1 Play y Nativa TV |
| Deportivo Municipal | –         | Santos FC             | Cancelado               | Cancelado        | Cancelado | Cancelado         | Cancelado           |

| Fecha 10              | Fecha 10  | Fecha 10            | Fecha 10           | Fecha 10         | Fecha 10  | Fecha 10         | Fecha 10            |
| Local                 | Resultado | Visitante           | Estadio            | Fecha            | Hora      | Árbitro          | TV                  |
| --------------------- | --------- | ------------------- | ------------------ | ---------------- | --------- | ---------------- | ------------------- |
| ADA Jaén              | 3 – 4     | Alianza Universidad | San Luis           | 28 de septiembre | 13:00     | Junior Rivera    | L1 Play y Nativa TV |
| Santos FC             | 1 – 1     | Deportivo Coopsol   | Pedro Huamán Román | 28 de septiembre | 13:00     | Fernando Legario | Nativa TV (YT/FB)   |
| Deportivo Llacuabamba | –         | Deportivo Municipal | Cancelado          | Cancelado        | Cancelado | Cancelado        | Cancelado           |

### Grupo B
| Pos. | Equipo                | Pts. | PJ | G | E | P | GF | GC | Dif. | Clasificación                |
| ---- | --------------------- | ---- | -- | - | - | - | -- | -- | ---- | ---------------------------- |
| 1    | Juan Pablo II College | 19   | 10 | 6 | 1 | 3 | 16 | 12 | +4   | Play-offs (Semifinales)      |
| 2    | Academia Cantolao     | 18   | 10 | 5 | 3 | 2 | 16 | 12 | +4   | Play-offs (Cuartos de final) |
| 3    | Comerciantes FC       | 13   | 10 | 2 | 5 | 3 | 13 | 11 | +2   | Play-offs (Cuartos de final) |
| 4    | FC San Marcos         | 13   | 10 | 4 | 3 | 3 | 14 | 15 | −1   |                              |
| 5    | Ayacucho FC           | 10   | 10 | 3 | 1 | 6 | 21 | 23 | −2   |                              |
| 6    | Pirata FC             | 9    | 10 | 2 | 3 | 5 | 12 | 19 | −7   |                              |

Actualizado a los partidos jugados el 27 de septiembre.
 Fuente: FPF
Criterios de clasificación: Puntos · Diferencia de goles · Goles a favor · Duelos directos
Notas:
1. ↑  Bonificación de dos puntos (+2) por ser el primero de la Zona Sur.
2. ↑  Bonificación de un punto (+1) por ser el segundo de la Zona Norte y la reducción de tres puntos (-3) en atención a las resoluciones N°128-CL-FPF-2024, N°061-TL-FPF-2024 (reafirmación de resolución N°118-CL-2024-FPF) y N°072-TL-FPF-2024 (reafirmación de resolución N°139-CL-2024-FPF).

#### Resultados Grupo B
- Los horarios corresponden a la hora local del Perú: (UTC–5).

Primera vuelta
| Fecha 1           | Fecha 1   | Fecha 1               | Fecha 1           | Fecha 1      | Fecha 1 | Fecha 1              | Fecha 1            |
| Local             | Resultado | Visitante             | Estadio           | Fecha        | Hora    | Árbitro              | TV                 |
| ----------------- | --------- | --------------------- | ----------------- | ------------ | ------- | -------------------- | ------------------ |
| Ayacucho FC       | 4 – 1     | Pirata FC             | Ciudad de Cumaná  | 11 de agosto | 15:00   | Pablo López          | —                  |
| Comerciantes FC   | 1 – 0     | Juan Pablo II College | Max Augustin      | 11 de agosto | 15:15   | Daniel Ureta         | —                  |
| Academia Cantolao | 0 – 0     | FC San Marcos         | Iván Elías Moreno | 12 de agosto | 15:15   | Alejandro Villanueva | L1 Max y Nativa TV |

| Fecha 2               | Fecha 2   | Fecha 2           | Fecha 2                  | Fecha 2      | Fecha 2 | Fecha 2          | Fecha 2             |
| Local                 | Resultado | Visitante         | Estadio                  | Fecha        | Hora    | Árbitro          | TV                  |
| --------------------- | --------- | ----------------- | ------------------------ | ------------ | ------- | ---------------- | ------------------- |
| Juan Pablo II College | 3 – 1     | Academia Cantolao | Municipal de la Juventud | 17 de agosto | 15:15   | Edwin Ordoñez    | L1 Play y Nativa TV |
| FC San Marcos         | 4 – 3     | Ayacucho FC       | Rosas Pampa              | 18 de agosto | 13:15   | Fernando Legario | —                   |
| Pirata FC             | 1 – 1     | Comerciantes FC   | Municipal de la Juventud | 18 de agosto | 15:15   | Alexander Blas   | L1 Play y NTV (Y/F) |

| Fecha 3               | Fecha 3   | Fecha 3       | Fecha 3                  | Fecha 3      | Fecha 3 | Fecha 3          | Fecha 3 |
| Local                 | Resultado | Visitante     | Estadio                  | Fecha        | Hora    | Árbitro          |         |
| --------------------- | --------- | ------------- | ------------------------ | ------------ | ------- | ---------------- | ------- |
| Juan Pablo II College | 2 – 1     | Pirata FC     | Municipal de la Juventud | 21 de agosto | 15:15   | Gean Barbagelata |         |
| Academia Cantolao     | 4 – 3     | Ayacucho FC   | Iván Elías Moreno        | 22 de agosto | 15:15   | Augusto Menéndez |         |
| Comerciantes FC       | 5 – 0     | FC San Marcos | Max Augustin             | 23 de agosto | 15:00   | Michael Espinoza |         |

| Fecha 4           | Fecha 4   | Fecha 4               | Fecha 4           | Fecha 4      | Fecha 4 | Fecha 4          | Fecha 4 |
| Local             | Resultado | Visitante             | Estadio           | Fecha        | Hora    | Árbitro          |         |
| ----------------- | --------- | --------------------- | ----------------- | ------------ | ------- | ---------------- | ------- |
| Academia Cantolao | 2 – 2     | Pirata FC             | Iván Elías Moreno | 27 de agosto | 13:00   | Walter Guadalupe |         |
| Ayacucho FC       | 1 – 0     | Comerciantes FC       | Ciudad de Cumaná  | 27 de agosto | 15:00   | Luis Seminario   |         |
| FC San Marcos     | 1 – 0     | Juan Pablo II College | Rosas Pampa       | 27 de agosto | 19:30   | Julio Quiroz     |         |

| Fecha 5               | Fecha 5   | Fecha 5           | Fecha 5                  | Fecha 5         | Fecha 5 | Fecha 5          | Fecha 5 |
| Local                 | Resultado | Visitante         | Estadio                  | Fecha           | Hora    | Árbitro          |         |
| --------------------- | --------- | ----------------- | ------------------------ | --------------- | ------- | ---------------- | ------- |
| Juan Pablo II College | 2 – 3     | Ayacucho FC       | Municipal de la Juventud | 31 de agosto    | 13:00   | Michael Espinoza |         |
| Pirata FC             | 1 – 0     | FC San Marcos     | Municipal de la Juventud | 1 de septiembre | 13:00   | Daniel Ureta     |         |
| Comerciantes FC       | 0 – 0     | Academia Cantolao | Max Augustin             | 1 de septiembre | 15:00   | Micke Palomino   |         |

Segunda vuelta
| Fecha 6               | Fecha 6   | Fecha 6           | Fecha 6                  | Fecha 6         | Fecha 6 | Fecha 6              | Fecha 6             |
| Local                 | Resultado | Visitante         | Estadio                  | Fecha           | Hora    | Árbitro              | TV                  |
| --------------------- | --------- | ----------------- | ------------------------ | --------------- | ------- | -------------------- | ------------------- |
| Juan Pablo II College | 3 – 2     | Comerciantes FC   | Municipal de la Juventud | 7 de septiembre | 15:15   | Diego Haro           | L1 Play y NTV (Y/F) |
| Pirata FC             | 3 – 1     | Ayacucho FC       | Municipal de la Juventud | 8 de septiembre | 15:15   | Alejandro Villanueva | L1 Play y Nativa TV |
| FC San Marcos         | 0 – 1     | Academia Cantolao | Rosas Pampa              | 8 de septiembre | 15:30   | Luis Ciriaco         | —                   |

| Fecha 7           | Fecha 7   | Fecha 7               | Fecha 7           | Fecha 7          | Fecha 7 | Fecha 7         | Fecha 7            |
| Local             | Resultado | Visitante             | Estadio           | Fecha            | Hora    | Árbitro         | TV                 |
| ----------------- | --------- | --------------------- | ----------------- | ---------------- | ------- | --------------- | ------------------ |
| Ayacucho FC       | 2 – 3     | FC San Marcos         | Ciudad de Cumaná  | 12 de septiembre | 15:00   | Micke Palomino  | —                  |
| Comerciantes FC   | 1 – 1     | Pirata FC             | Max Augustin      | 12 de septiembre | 15:00   | Jesús Cartagena | —                  |
| Academia Cantolao | 0 – 1     | Juan Pablo II College | Iván Elías Moreno | 12 de septiembre | 15:15   | Joel Alarcón    | L1 Max y Nativa TV |

| Fecha 8       | Fecha 8   | Fecha 8               | Fecha 8                  | Fecha 8          | Fecha 8 | Fecha 8        | Fecha 8             |
| Local         | Resultado | Visitante             | Estadio                  | Fecha            | Hora    | Árbitro        | TV                  |
| ------------- | --------- | --------------------- | ------------------------ | ---------------- | ------- | -------------- | ------------------- |
| Pirata FC     | 1 – 2     | Juan Pablo II College | Municipal de la Juventud | 17 de septiembre | 15:00   | Kevin Ortega   | L1 Play y NTV (Y/F) |
| Ayacucho FC   | 2 – 3     | Academia Cantolao     | Ciudad de Cumaná         | 17 de septiembre | 15:00   | Víctor Cori    | —                   |
| FC San Marcos | 1 – 1     | Comerciantes FC       | Rosas Pampa              | 17 de septiembre | 19:30   | Alexander Blas | Nativa TV (YT/FB)   |

| Fecha 9               | Fecha 9   | Fecha 9           | Fecha 9                  | Fecha 9          | Fecha 9 | Fecha 9         | Fecha 9             |
| Local                 | Resultado | Visitante         | Estadio                  | Fecha            | Hora    | Árbitro         | TV                  |
| --------------------- | --------- | ----------------- | ------------------------ | ---------------- | ------- | --------------- | ------------------- |
| Pirata FC             | 0 – 2     | Academia Cantolao | Municipal de la Juventud | 21 de septiembre | 15:15   | Luis Ciriaco    | L1 Play y Nativa TV |
| Comerciantes FC       | 1 – 1     | Ayacucho FC       | Max Augustin             | 22 de septiembre | 15:00   | Hibert Villegas | —                   |
| Juan Pablo II College | 1 – 1     | FC San Marcos     | Municipal de la Juventud | 22 de septiembre | 15:15   | Jesús Cartagena | L1 Play y Nativa TV |

| Fecha 10          | Fecha 10  | Fecha 10              | Fecha 10          | Fecha 10         | Fecha 10 | Fecha 10             | Fecha 10           |
| Local             | Resultado | Visitante             | Estadio           | Fecha            | Hora     | Árbitro              | TV                 |
| ----------------- | --------- | --------------------- | ----------------- | ---------------- | -------- | -------------------- | ------------------ |
| Academia Cantolao | 3 – 1     | Comerciantes FC       | Iván Elías Moreno | 27 de septiembre | 15:15    | Alejandro Villanueva | L1 Max y Nativa TV |
| Ayacucho FC       | 1 – 2     | Juan Pablo II College | Ciudad de Cumaná  | 27 de septiembre | 15:15    | Diego Haro           | —                  |
| FC San Marcos     | 4 – 1     | Pirata FC             | Rosas Pampa       | 27 de septiembre | 15:15    | Augusto Menéndez     | Nativa TV (YT/FB)  |

### Grupo descenso
| Pos. | Equipo                 | Pts. | PJ | G | E | P | GF | GC | Dif. | Descenso               |
| ---- | ---------------------- | ---- | -- | - | - | - | -- | -- | ---- | ---------------------- |
| 1    | Deportivo Binacional   | 12   | 6  | 3 | 3 | 0 | 10 | 2  | +8   |                        |
| 2    | UCV Moquegua           | 9    | 6  | 3 | 2 | 1 | 15 | 4  | +11  |                        |
| 3    | Universidad San Martín | 9    | 6  | 2 | 3 | 1 | 4  | 5  | −1   |                        |
| 4    | Carlos Stein (D)       | −2   | 6  | 0 | 0 | 6 | 3  | 21 | −18  | Descenso a Liga 3 2025 |

Actualizado a los partidos jugados el 7 de septiembre.
 Fuente: FPF
Criterios de clasificación: Puntos · Diferencia de goles · Goles a favor · Duelos directos
Notas:
1. ↑  Reducción de dos puntos (-2) en atención a las resoluciones N°123-CL-FPF-2024 y N°059-TL-FPF-2024 (reafirmación de resolución N°114-CL-2024-FPF).
2. ↑  Reducción de dos puntos (-2) en atención a las resoluciones N°126-CL-FPF-2024 y N°144-CL-FPF-2024.

#### Resultados Grupo Descenso
- Los horarios corresponden a la hora local del Perú: (UTC–5).

Primera vuelta
| Fecha 1      | Fecha 1   | Fecha 1                | Fecha 1                  | Fecha 1      | Fecha 1 | Fecha 1          | Fecha 1 |
| Local        | Resultado | Visitante              | Estadio                  | Fecha        | Hora    | Árbitro          |         |
| ------------ | --------- | ---------------------- | ------------------------ | ------------ | ------- | ---------------- | ------- |
| Carlos Stein | 0 – 2     | Deportivo Binacional   | Municipal de la Juventud | 12 de agosto | 13:00   | Micke Palomino   |         |
| UCV Moquegua | 1 – 1     | Universidad San Martín | 25 de Noviembre          | 12 de agosto | 15:00   | Fernando Legario |         |

| Fecha 2                | Fecha 2   | Fecha 2      | Fecha 2                      | Fecha 2      | Fecha 2 | Fecha 2          | Fecha 2 |
| Local                  | Resultado | Visitante    | Estadio                      | Fecha        | Hora    | Árbitro          |         |
| ---------------------- | --------- | ------------ | ---------------------------- | ------------ | ------- | ---------------- | ------- |
| Universidad San Martín | 1 – 0     | Carlos Stein | Iván Elías Moreno            | 17 de agosto | 13:00   | Walter Guadalupe |         |
| Deportivo Binacional   | 2 – 1     | UCV Moquegua | Guillermo Briceño Rosamedina | 18 de agosto | 14:00   | Luis Ciriaco     |         |

| Fecha 3              | Fecha 3   | Fecha 3                | Fecha 3                      | Fecha 3      | Fecha 3 | Fecha 3        | Fecha 3 |
| Local                | Resultado | Visitante              | Estadio                      | Fecha        | Hora    | Árbitro        |         |
| -------------------- | --------- | ---------------------- | ---------------------------- | ------------ | ------- | -------------- | ------- |
| Deportivo Binacional | 0 – 0     | Universidad San Martín | Guillermo Briceño Rosamedina | 21 de agosto | 15:00   | Renzo Arias    |         |
| Carlos Stein         | 0 – 4     | UCV Moquegua           | Municipal de la Juventud     | 22 de agosto | 13:00   | Jordi Espinoza |         |

Segunda vuelta
| Fecha 4      | Fecha 4   | Fecha 4                | Fecha 4                  | Fecha 4      | Fecha 4 | Fecha 4          | Fecha 4 |
| Local        | Resultado | Visitante              | Estadio                  | Fecha        | Hora    | Árbitro          |         |
| ------------ | --------- | ---------------------- | ------------------------ | ------------ | ------- | ---------------- | ------- |
| UCV Moquegua | 0 – 0     | Deportivo Binacional   | 25 de Noviembre          | 26 de agosto | 15:00   | José Gonzáles    |         |
| Carlos Stein | 1 – 2     | Universidad San Martín | Municipal de la Juventud | 26 de agosto | 15:00   | Gean Barbagelata |         |

| Fecha 5                | Fecha 5   | Fecha 5              | Fecha 5           | Fecha 5         | Fecha 5 | Fecha 5          | Fecha 5 |
| Local                  | Resultado | Visitante            | Estadio           | Fecha           | Hora    | Árbitro          |         |
| ---------------------- | --------- | -------------------- | ----------------- | --------------- | ------- | ---------------- | ------- |
| Universidad San Martín | 0 – 0     | Deportivo Binacional | Iván Elías Moreno | 1 de septiembre | 15:00   | Fernando Legario |         |
| UCV Moquegua           | 6 – 1     | Carlos Stein         | 25 de Noviembre   | 2 de septiembre | 15:00   | James Huamaní    |         |

| Fecha 6                | Fecha 6   | Fecha 6      | Fecha 6                      | Fecha 6         | Fecha 6 | Fecha 6             | Fecha 6 |
| Local                  | Resultado | Visitante    | Estadio                      | Fecha           | Hora    | Árbitro             |         |
| ---------------------- | --------- | ------------ | ---------------------------- | --------------- | ------- | ------------------- | ------- |
| Universidad San Martín | 0 – 3     | UCV Moquegua | Iván Elías Moreno            | 7 de septiembre | 15:00   | Alejandro Rodríguez |         |
| Deportivo Binacional   | 6 – 1     | Carlos Stein | Guillermo Briceño Rosamedina | 7 de septiembre | 15:00   | Omar Béjar          |         |

## Tabla acumulada
Al finalizar la fase regional y la fase de grupos, se estableció una tabla de posiciones acumulada para evaluar la eficacia de los equipos, considerando todos los partidos de ambas fases, excepto los de definición. La clasificación se basa en los siguientes criterios: mayor puntaje, diferencia de goles y goles a favor. En caso de empate, se analizarán los resultados entre los clubes involucrados. Si la igualdad persiste, se aplicará el Fair Play, y como último recurso, un sorteo organizado por la Liga de Fútbol Profesional. Además a esto, no se consideraron partidos no jugados, sanciones o bonificaciones
| Pos. | Grp. | Equipo                    | Pts. | PJ | G  | E  | P  | GF | GC | Dif. | Clasificación        |
| ---- | ---- | ------------------------- | ---- | -- | -- | -- | -- | -- | -- | ---- | -------------------- |
| 1    | A    | Alianza Universidad (A)   | 45   | 20 | 14 | 3  | 3  | 45 | 19 | +26  | Play-offs de ascenso |
| 2    | B    | Comerciantes FC           | 44   | 26 | 11 | 11 | 4  | 39 | 24 | +15  | Play-offs de ascenso |
| 3    | B    | FC San Marcos             | 38   | 22 | 11 | 5  | 6  | 39 | 29 | +10  |                      |
| 4    | B    | Academia Cantolao         | 38   | 26 | 11 | 5  | 10 | 32 | 32 | 0    | Play-offs de ascenso |
| 5    | D    | Deportivo Binacional      | 34   | 20 | 10 | 4  | 6  | 30 | 17 | +13  |                      |
| 6    | A    | Santos FC                 | 34   | 24 | 9  | 7  | 8  | 31 | 30 | +1   | Play-offs de ascenso |
| 7    | B    | Juan Pablo II College (A) | 34   | 22 | 10 | 4  | 8  | 26 | 27 | −1   | Play-offs de ascenso |
| 8    | A    | Deportivo Llacuabamba     | 32   | 20 | 9  | 5  | 6  | 41 | 18 | +23  | Play-offs de ascenso |
| 9    | B    | Ayacucho FC               | 31   | 25 | 9  | 4  | 12 | 36 | 37 | −1   |                      |
| 10   | A    | Deportivo Coopsol         | 28   | 24 | 7  | 7  | 10 | 32 | 38 | −6   |                      |
| 11   | D    | Universidad San Martín    | 27   | 22 | 5  | 12 | 5  | 23 | 27 | −4   |                      |
| 12   | B    | Pirata FC                 | 25   | 22 | 7  | 4  | 11 | 26 | 38 | −12  |                      |
| 13   | A    | Deportivo Municipal (D)   | 23   | 15 | 5  | 8  | 2  | 18 | 16 | +2   | Descenso a Liga 3    |
| 14   | D    | UCV Moquegua              | 22   | 22 | 5  | 7  | 10 | 27 | 26 | +1   |                      |
| 15   | A    | ADA Jaén                  | 22   | 20 | 6  | 4  | 10 | 26 | 39 | −13  |                      |
| 16   | D    | Carlos Stein (D)          | 0    | 18 | 0  | 0  | 18 | 13 | 67 | −54  | Descenso a Liga 3    |

Actualizado a los partidos jugados el 28 de septiembre.
 Fuente: FPF
Criterios de clasificación: Puntos · Diferencia de goles · Goles a favor · Duelos directos
Notas:
1. ↑  La Comisión de Licencias de la FPF le revocó la licencia al club Deportivo Municipal, por lo que jugará la Liga 3 el próximo año[7]

## Play-offs
Una vez finalizada la Fase de grupos, los equipos que ocuparon el segundo y tercer puesto de cada grupo fueron distribuidos en llaves para los cuartos de final. Estas llaves se definieron en un partido único, donde el equipo mejor posicionado en la tabla fue el local. Los ganadores de esta etapa avanzaron a las semifinales, los cuales se disputaron en partidos de ida y vuelta entre los ganadores de la ronda previa y los primeros de cada grupo. En esta fase, el equipo mejor posicionado en la tabla fue local en el partido de vuelta. Finalmente, la final se jugó a partido único, en una sede neutral, entre los ganadores de las semifinales.
|  | Cuartos de final      | Cuartos de final      | Cuartos de final      |                       |   | Semifinales            | Semifinales            | Semifinales            | Semifinales            | Semifinales            |  |       | Final               | Final         | Final         |  |
|  | Del 4 al 5 de octubre | Del 4 al 5 de octubre | Del 4 al 5 de octubre |                       |   | Del 9 al 13 de octubre | Del 9 al 13 de octubre | Del 9 al 13 de octubre | Del 9 al 13 de octubre | Del 9 al 13 de octubre |  |       | 20 de octubre       | 20 de octubre | 20 de octubre |  |
|  |                       |                       |                       |                       |   |                        |                        |                        |                        |                        |  |       |                     |               |               |  |
|  |                       |                       |                       |                       |   |                        |                        |                        |                        |                        |  |       |                     |               |               |  |
|  |                       |                       |                       |                       |   |                        |                        |                        |                        |                        |  |       |                     |               |               |  |
|  |                       |                       |                       |                       |   |                        |                        |                        |                        |                        |  |       |                     |               |               |  |
|  |                       |                       |                       |                       |   |                        |                        |                        |                        |                        |  |       |                     |               |               |  |
|  |                       | 1.º A                 | Alianza Universidad   | 2                     | 3 | 5                      |                        |                        |                        |                        |  |       |                     |               |               |  |
|  |                       |                       |                       | 2                     | 3 | 5                      |                        |                        |                        |                        |  |       |                     |               |               |  |
|  |                       |                       | 3.º A                 | Santos FC             | 1 | 0                      | 1                      |                        |                        |                        |  |       |                     |               |               |  |
|  | 2.º B                 | Academia Cantolao     | 3.º A                 | Santos FC             | 1 | 0                      | 1                      | 1                      |                        |                        |  |       |                     |               |               |  |
|  | 2.º B                 | Academia Cantolao     |                       |                       |   |                        |                        |                        |                        |                        |  |       |                     |               |               |  |
|  | 3.º A                 | Santos FC             | 2                     |                       |   |                        |                        |                        |                        |                        |  |       |                     |               |               |  |
|  | 3.º A                 | Santos FC             | 2                     |                       |   |                        |                        |                        |                        |                        |  | 1.º A | Alianza Universidad | 1             |               |  |
|  |                       |                       |                       |                       |   |                        |                        |                        |                        |                        |  | 1.º A | Alianza Universidad | 1             |               |  |
|  |                       |                       | 1.º B                 | Juan Pablo II College | 0 |                        |                        |                        |                        |                        |  |       |                     |               |               |  |
|  |                       |                       | 1.º B                 | Juan Pablo II College | 0 |                        |                        |                        |                        |                        |  |       |                     |               |               |  |
|  |                       |                       |                       |                       |   |                        |                        |                        |                        |                        |  |       |                     |               |               |  |
|  |                       |                       |                       |                       |   |                        |                        |                        |                        |                        |  |       |                     |               |               |  |
|  |                       | 1.º B                 | Juan Pablo II College | 0                     | 2 | 2 (4)                  |                        |                        |                        |                        |  |       |                     |               |               |  |
|  |                       |                       |                       | 0                     | 2 | 2 (4)                  |                        |                        |                        |                        |  |       |                     |               |               |  |
|  |                       |                       | 3.º B                 | Comerciantes FC       | 1 | 1                      | 2 (3)                  |                        |                        |                        |  |       |                     |               |               |  |
|  | 2.º A                 | Deportivo Llacuabamba | 3.º B                 | Comerciantes FC       | 1 | 1                      | 2 (3)                  | 0                      |                        |                        |  |       |                     |               |               |  |
|  | 2.º A                 | Deportivo Llacuabamba |                       |                       |   |                        |                        |                        |                        |                        |  |       |                     |               |               |  |
|  | 3.º B                 | Comerciantes FC       | 1                     |                       |   |                        |                        |                        |                        |                        |  |       |                     |               |               |  |
|  | 3.º B                 | Comerciantes FC       | 1                     |                       |   |                        |                        |                        |                        |                        |  |       |                     |               |               |  |
|  |                       |                       |                       |                       |   |                        |                        |                        |                        |                        |  |       |                     |               |               |  |

Si al término del (los) partido(s) de cualquiera de las llaves existía igualdad en puntos, se consagró ganador de la llave al club que tuvo la mayor diferencia de goles. De persistir la igualdad, el ganador se definió mediante una tanda de penales, de acuerdo con las Reglas de Juego.

### Cuartos de final
| 4 de octubre, 15:00 | Academia Cantolao    | 1:2 (0:0) | Santos FC                                | Estadio Iván Elías Moreno, Lima |                           |
|                     | Fernando López 90+4' | Reporte   | Josuee Herrera 71' · Gustavo Pereira 84' | Árbitro(s): Edwin Ordónez       | Árbitro(s): Edwin Ordónez |

| 5 de octubre, 15:00 | Deportivo Llacuabamba | 0:1 (0:0) | Comerciantes FC     | Estadio Municipal, Huamachuco |                              |
|                     |                       | Reporte   | Diego Saffadi 90+4' | Árbitro(s): Michael Espinoza  | Árbitro(s): Michael Espinoza |

### Semifinales
Ida
| 9 de octubre, 13:00 | Santos FC         | 1:2 (0:2) | Alianza Universidad                          | Estadio Pedro Huamán Román, Nazca |                              |
|                     | Luis Trujillo 66' | Reporte   | Jorginho Sernaqué 18' · Camilo Rodríguez 25' | Árbitro(s): Michael Espinoza      | Árbitro(s): Michael Espinoza |

| 9 de octubre, 15:15 | Comerciantes FC       | 1:0 (1:0) | Juan Pablo II College | Estadio Max Augustín, Iquitos |                          |
|                     | Maximiliano Lemos 18' | Reporte   |                       | Árbitro(s): Kevin Ortega      | Árbitro(s): Kevin Ortega |

Vuelta
| 13 de octubre, 12:45 | Alianza Universidad                       | 3:0 (2:0) (Global 5:1) | Santos FC | Estadio Heraclio Tapia, Huánuco |                          |
|                      | Ibargüen 27' · Samudio 45+2' · Leguía 50' | Reporte                |           | Árbitro(s): Joel Alarcón        | Árbitro(s): Joel Alarcón |

| 13 de octubre, 15:15 | Juan Pablo II College                            | 2:1 (1:0) (4:3 p.)(Global 2:2) | Comerciantes FC                          | Estadio Municipal de la Juventud, Chongoyape |                           |
|                      | Facundo Rodríguez 18' · Nahuel Rodríguez 49'     | Reporte                        | Junio Zambrano 53'                       | Árbitro(s): Edwin Ordoñez                    | Árbitro(s): Edwin Ordoñez |
|                      |                                                  | Tiros desde el punto penal     |                                          |                                              |                           |
|                      | - Aliaga - Durán - Rodríguez - Agüero - Collante |                                | - Quiroz - Vela - Lugo - Salas - Saffadi |                                              |                           |

### Final
| 20 de octubre, 14:00 | Alianza Universidad | 1:0 (0:0) | Juan Pablo II College | Estadio Iván Elías Moreno, Lima |                         |
|                      | Yamir Oliva 90'     | Reporte   |                       | Árbitro(s): Bruno Pérez         | Árbitro(s): Bruno Pérez |

|                                                                       |
|                                                                       |
| Campeón 2024 Alianza Universidad Asciende a la Liga1 2025 1.er título |

## Datos y estadísticas
| Mathías López                                           | Academia Cantolao     | 16 | 23 | 1997 | 0.7  |
| Yoffre Vásquez                                          | FC San Marcos         | 13 | 21 | 1131 | 0.62 |
| Junior Zambrano                                         | Comerciantes FC       | 11 | 25 | 1653 | 0.45 |
| Josuee Herrera                                          | Santos FC             | 11 | 25 | 1284 | 0.44 |
| Kevin Sánchez                                           | Deportivo Llacuabamba | 10 | 20 | 1283 | 0.5  |
| Actualizado el 20 de octubre de 2024. Fuente: Flashcore |                       |    |    |      |      |

| Flavio Fernández                                        | Pirata FC           | 9 | 20 |
| Nilton Ramírez                                          | Alianza Universidad | 7 | 18 |
| Mario Velarde                                           | FC San Marcos       | 7 | 22 |
| Sergio Steven Barboza                                   | Ayacucho FC         | 7 | 23 |
| Edhu Oliva                                              | Alianza Universidad | 6 | 15 |
| Actualizado el 20 de octubre de 2024. Fuente: Flashcore |                     |   |    |

### Mejor portero
- Para entrar a la consideración de la estadística, el jugador debió disputar por lo menos el 50% de los partidos posibles.

| Pedro Ynamine                               | Alianza Universidad          | 15 | 10 | 1800' | 120' |
| Ángel Azurín                                | Deportivo Binacional         | 17 | 12 | 1800' | 106' |
| Emilio Rébora                               | Deportivo Llacuabamba        | 12 | 7  | 1260' | 105  |
| Nicolás Gentilio                            | Comerciantes FC              | 18 | 5  | 1620' | 90'  |
| Federico Nicosia                            | D. Municipal / U. San Martín | 18 | 6  | 1530' | 85'  |
| Hairo Camacho                               | FC San Marcos                | 21 | 6  | 1784' | 85'  |
| Renzo Figueroa                              | UCV Moquegua                 | 22 | 6  | 1800' | 82'  |
| Leonardo Silva                              | Academia Cantolao            | 25 | 8  | 2000' | 80'  |
| Actualizado hasta el 20 de octubre de 2024. |                              |    |    |       |      |